# پل آرنیسون
پل آرنیسون (انگلیسی: Paul Arnison؛ زادهٔ ۱۸ سپتامبر ۱۹۷۷) بازیکن فوتبال اهل بریتانیا است.
از باشگاه‌هایی که در آن بازی کرده‌است می‌توان به باشگاه فوتبال دارلینگتون، باشگاه فوتبال هارتل پول یونایتد، باشگاه فوتبال سلتیک نیشن، باشگاه فوتبال کارلایل یونایتد، باشگاه فوتبال نیوکاسل یونایتد، و باشگاه فوتبال برادفورد سیتی اشاره کرد.